# Bico (Amares)
Bico is een plaats (freguesia) in de Portugese gemeente Amares en telt 528 inwoners (2001).

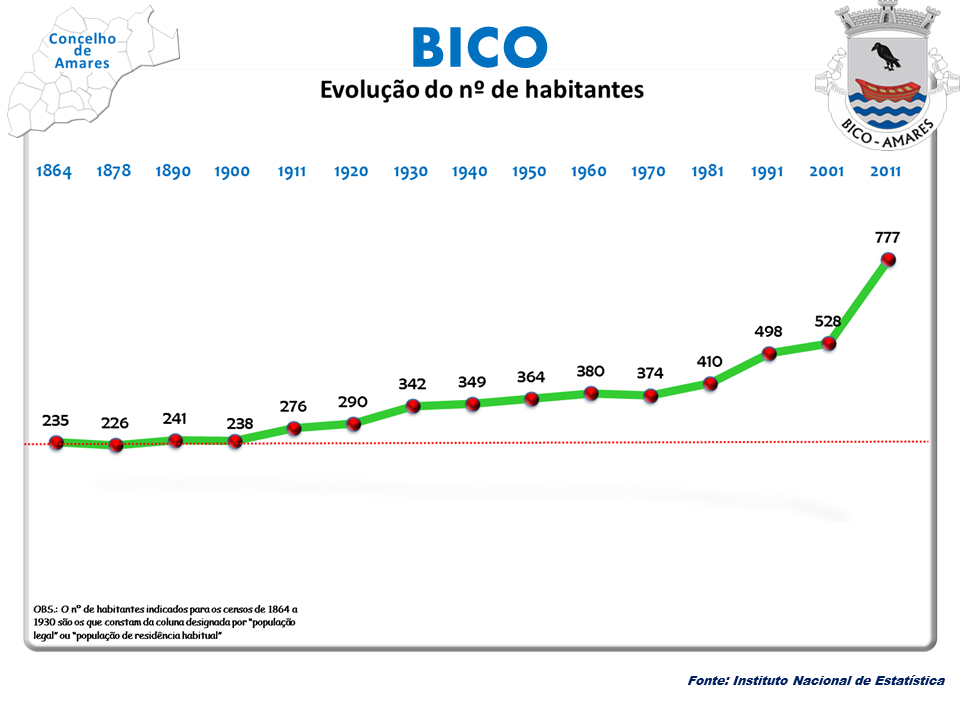
Bevolkingsontwikkeling tussen 1864 en 2011